# Сотенский, Владимир Николаевич
Владимир Николаевич Сотенский (1899—1945) — советский военный деятель, генерал-майор (1940), участник Первой мировой, Гражданской и Великой Отечественной войн. В 1941 году попал в немецкий плен, был убит в лагере Вюльцбург в 1945 году.

## Биография
Владимир Сотенский родился 20 марта 1899 года в Ташкенте в семье офицера царской армии. Его отец был полковником, дворянином. В 1916 году Сотенский окончил Ташкентский кадетский корпус, а затем Михайловское артиллерийское училище. Участвовал в Первой мировой войне, дослужился до звания подпоручика.
В феврале 1918 года Сотенский добровольно вступил в Рабоче-Крестьянскую Красную Армию. В течение трёх лет он принимал участие в Гражданской войне в сражениях с басмаческими вооружёнными формированиями на Туркестанском фронте. До 1925 года он командовал взводом и батареей. В 1926 году Сотенский окончил курсы усовершенствования комсостава артиллерии. В 1926—1932 годах он преподавал на них. В 1932—1935 годах Сотенский занимал должность начальника отдела в инспекции артиллерии РККА. В 1935 году он окончил вечерний факультет Военной академии имени Фрунзе. В 1935—1938 годах Сотенский командовал артиллерийским полком. В 1938—1940 годах он занимал должность начальника отдела в управлении начальника артиллерии Киевского особого военного округа.
В 1940 году Сотенский занимал должность начальника артиллерии 5-й армии Киевского особого военного округа. 4 июня 1940 года ему было присвоено звание генерал-майора артиллерии.
В начале Великой Отечественной войны Сотенский участвовал в приграничных боях и в Киевской оборонительной операции. Во время последней армия была окружена и понесла большие потери. В начале сентября 1941 года при попытке выйти из окружения Сотенский, будучи раненым, попал в плен. В плену дал следующие показания:
- СССР не стремился к каким-либо территориальным приобретениям, а нападение Германии было неожиданным, на что указывали неразвёрнутость его армии и неприкрытая войсками западная граница;
- Конечная победа должна быть на стороне СССР, после окончания войны с Германией должны быть восстановлены нормальные отношения;
- М. Н. Тухачевский стремился с помощью военных и при поддержке генералитета РККА свергнуть советское правительство;
- РККА любима народом, интернационализм К. Маркса дал русскому народу идею, с помощью которой он смог объединиться с другими народами;
- Национальная идея наиболее развита в украинском народе;
- Англичан Сотенский считал «интриганским народом».

Первоначально содержался в концлагере Хаммельбург. В январе 1943 года за антинацистскую агитацию Сотенского перевели в Нюрнбергскую тюрьму, а в сентябре того же года — в крепость Вюльцбург. В апреле 1945 года заключённых, способных передвигаться пешком, эвакуировали в альпийский лагерь Моссбург. А 22 апреля 1945 года один из группы СС, прибывших в лагерь Вюльцбург для зачистки, убил Сотенского, который был не в состоянии передвигаться, выстрелом в затылок.